# Cosmogonie
Ne doit pas être confondu avec Cosmologie.
Une cosmogonie est un récit mythologique qui décrit ou explique la formation du Monde. Le mot vient du grec cosmo- « monde » et gon- « engendrer ». En cela, la cosmogonie se distingue de la cosmologie, qui est l'étude scientifique relative à l'origine du monde et de l'univers et surtout aux lois qui les gouvernent. 
La cosmologie est également rattachée à la branche des sciences que constitue la physique, pour participer aux élaborations des théories concernant la formation de l'Univers.
Alors que des récits oraux de cosmogonie fondent presque toutes les religions et sociétés traditionnelles, de nombreux traités sur les origines possibles de l'univers ont aussi été écrits par des philosophes ou des penseurs scientifiques, comme la cosmogonie d'Hésiode, et celle de Buffon.
Des milliers de légendes de création du monde et de récits cosmogoniques traditionnels relatifs aux origines du monde, des dieux ou des institutions, appartiennent à la catégorie des mythes fondateurs. Les figures idéales et les modèles intemporels y ont donc une place importante.
La variété des récits de création du monde, à travers leurs théories des origines, semble aussi exprimer le besoin immuable de décrire et peut-être justifier les transformations radicales du monde observable, de la Terre et de la société humaine. Mircea Eliade voit dans la cosmogonie « le modèle exemplaire de toute manière de faire » ; une sorte de modèle archétypal de la création, l'univers étant le « chef-d'œuvre » d'un ou plusieurs créateurs offert comme modèle aux hommes.

## Constances dans les schémas de l'imaginaire chez les Occidentaux
La plupart de ces mythes recèlent des concepts, symboles et paradoxes communs.

### Être ou néant
Les mythes offrent diverses versions de la création de l'univers actuel ; certains le décrivent comme né du néant, d'autres pensent qu'il a toujours existé et d'autres encore disent que ce serait un être intemporel qui aurait rêvé ou créé notre monde - sans témoins humains - en un instant, en six époques appelées « jours » selon la Bible, ou en une longue suite d'événements.

### Chaos primordial
La naissance d'un monde (parfois harmonieux voire paradisiaque) est souvent la résultante de conflits entre forces antagonistes, l'ordre et le désordre, la lumière et les ténèbres, etc. Cependant, comme dans la Théogonie d'Hésiode, le chaos originel préexistant à l'Univers est parfois présenté non comme un néant ou un ensemble en conflit avec l'ordre, mais plutôt comme entité renfermant l'ensemble des éléments à venir, mais mélangés.

### Luttes et sacrifice
Carl Gustav Jung note que les notions de sacrifice et de combat sont souvent associées à la création mythique des mondes et de l'univers. 
L'énergie primordiale se sacrifie pour former l'univers. De nombreuses cosmogonies décrivent des luttes (combats de dieux, d'ancêtres primordiaux, de héros, gigantomachies et autres combats extraordinaires). L'opposition de contraires dans les jumeaux, être à deux faces ou couples primordiaux sexués pourrait donc aussi représenter les contraires qui s'affrontent en l'homme. Ces modèles peuvent se retrouver décalés dans le temps, par exemple avec le Dieu des chrétiens (Jésus) présenté comme fait homme, se sacrifiant lui-même, dans le cadre d'un nouveau testament.

### Œuf cosmique
L'œuf cosmique est souvent représenté comme le germe contenant l'univers en puissance, par exemple pour l'orphisme. Il symbolise la rénovation périodique de la nature, la possibilité de renaissance du monde. L'éclosion de l'œuf donne naissance à l'Univers (Pan Gu en Chine, Partholon chez les Celtes, Purusha en Inde, Nommo au Mali).

### Eau
Symbole de vie et de pureté, l'eau intervient comme élément primordial chez le présocratique Thalès et aussi comme élément rénovateur, par le biais du Déluge évoqué par plusieurs mythes fondateurs et cosmogonies. Il rappelle à l'homme sa faiblesse face aux puissances célestes et permet le renouvellement du monde grâce aux meilleurs des humains (le roi Manu, sauvé par Vishnou et transformé en poisson, Noé et son arche, Deucalion et Pyrrha sauvés par Prométhée).

### Arbre
Dans de nombreux mythes, un arbre (arbre de vie) ou une plante divine, magique ou sacrée joue un rôle (qu'on retrouve peut-être avec l'arbre au fruit défendu, du jardin d'Éden dans la Bible). L'arc-en-ciel (passage ou pont entre ciel et terre, ou entre deux points de la grande forêt en Amazonie) leur est parfois associé.
Par exemple, un bambou géant primordial, ouvert par le bec de l'oiseau légendaire Sarimanok dans la cosmogonie du folklore philippin d'où descendent Malakas et Maganda, le premier homme et la première femme.
Dans la mythologie nordique, Yggdrasil est l'Arbre-Monde sur lequel reposent les neuf mondes.
La mythologie grecque décrit l'olivier comme un cadeau de la déesse Athéna, il était considéré comme l'arbre de vie.

### Autres
Dans la majorité des cosmogonies traditionnelles, les créateurs sont un ou des dieux anthropomorphes qui engendrent l'Univers et l'Homme par la volonté d'un esprit, par la parole, le geste, le souffle, un membre, des sécrétions...
De nombreux animaux (poisson, serpent, oiseaux, lion..) jouent un rôle majeur dans les mythes des continents où ils sont présents.

## Étapes classiques de création du monde
La majorité des mythes ont en commun de ne pas présupposer l'existence d'un Univers incréé, immuable et éternel ; ils suggèrent des étapes et des devenirs possibles du monde :
- apparition de l'Univers à partir du néant (ex nihilo), du chaos, de l'inconnu ou d'une entité hors de portée de notre compréhension ;
- naissance du temps, de l'espace, de la lumière et de la matière. À partir du chaos primordial inerte, les éléments, eau, terre, feu et air (en Occident ; dans d'autres cultures, les éléments fondamentaux sont organisés différemment) s'animent ;
- apparition de la vie à partir de la rencontre et du mélange de ces éléments ;
- apparition de l'homme ;
- possibilité de création d'un nouvel univers après un cataclysme mondial.

Certains mythes partent du principe que la naissance et la mort de l'Univers sont une création continue. L'univers apparaît, vit, disparaît puis laisse place à un nouvel univers et ceci à l'infini. Les mythes nordiques ont d'ailleurs une fin unique avec le Ragnarok. Chaque création d'univers correspondrait à une sorte de réincarnation de Dieu. Le corps physique de Dieu serait l'univers tout entier. À chacune de ses réincarnations, il s'améliorerait et pourrait donc créer à chaque fois un univers meilleur que le précédent.
Aux mythes cosmogoniques répondent les mythes eschatologiques, qui décrivent la fin du monde, pouvant précéder un autre monde.
L'univers apparaît, vit, disparaît mais laisse place au même univers avec les mêmes entités et ceci à l'infini. Ceci est logique si on accepte la création à partir des virtualités du vide (chaos) s'ordonnant entre elles (ordre).

## Quelques mythes cosmogoniques

### Cosmogonie de l'Égypte antique

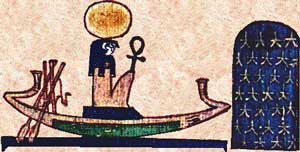
Rê à bord de sa barque

La cosmogonie varie en fonction de la région, et les dieux tutélaires ont souvent les rôles les plus importants.
À Héliopolis ; Issu du Noun, l'océan primordial, émerge Rê qui est à la fois le soleil, Atoum l'être achevé ou encore khepri la renaissance. En se masturbant, il met au monde Shou le sec. De son crachat naît Tefnout, l'humide. De ce couple en naît un autre, Nout, le ciel et Geb, la terre que leur père sépare en levant les bras. Viennent ensuite Osiris et Isis, Seth et Nephtys. Le premier couple symbolise le renouveau végétal et avec eux vient la légende d'Osiris, alors que le second est stérile. Voir le mythe de la création héliopolitaine.
À Memphis. Au début des temps, Ptah le démiurge, issu du Noun, l'océan primordial, prit conscience de son existence. Puis il prit le limon de la terre, créant et modelant l'Homme. Aussitôt son œuvre créatrice terminée, il céda la place à son successeur Rê, le soleil. Rê, seigneur d'Héliopolis, parcourt chaque jour son domaine dispensant à l'humanité dons et bienfaits. Voir le Mythe de la création memphite.
En Haute-Égypte, Amon (père des dieux fondateurs du monde) féconda l'œuf cosmique d'où naquit toute vie.

### Cosmogonie mésopotamienne
Xe au XIe siècle av. J.-C.

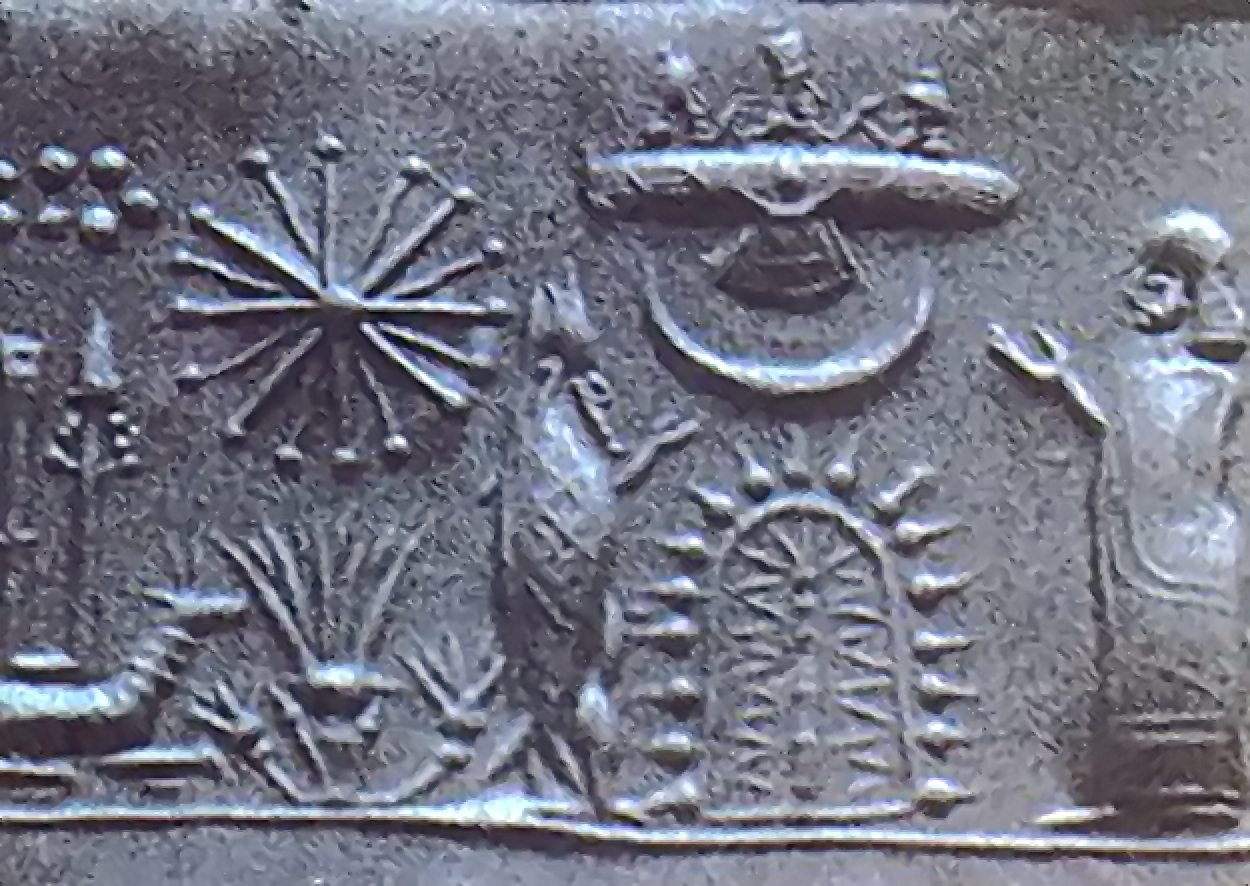
Sceau sumérien représentant les Anunnaki

Les mythes de la création, d'origine mésopotamienne, mettent en scène deux êtres primordiaux : l'un féminin, Tiamat, l'eau salée et l'autre masculin, Apsū, l'eau douce. De leur union naissent tous les dieux, dont les principaux sont Enlil, Adad, Enki (Ea), Ishtar, Mardouk, mais aussi des dieux dominants Annunaki qui exploitent les dieux Igigi en les faisant travailler durement afin de nourrir tous les dieux.
La voûte céleste, les étoiles, la terre, les enfers... furent formés du cadavre de Tiamat, au terme d'une guerre gagnée par Mardouk. Puis l'homme fut créé à son tour pour servir les dieux lorsque les Igigi se révoltèrent contre les Annunaki. L'homme fut façonné à partir d'argile trempée dans la chair et dans le sang d'un dieu sacrifié, donnant ainsi à la créature un peu de l'intelligence divine.

### Cosmogonie gréco-romaine antique

#### Gaïa, Chronos et Ouranos
Selon la Théogonie d'Hésiode, au début était le Chaos, un tout incommensurable au sein duquel les éléments constituant le monde actuel étaient mélangés. Quatre entités s'en séparèrent : Gaïa (la Terre), Éros (le Désir amoureux vu comme force créatrice primordiale), Érèbe (les Ténèbres des Enfers) et Nyx (la Nuit). Gaïa engendra Ouranos (le Ciel), le premier principe fécondateur mâle (pour les Anciens, le Ciel fécondait la Terre par ses pluies, comparables à une semence), et de leurs étreintes naquirent les Titans, dont Cronos, les trois Cyclopes et les Hécatonchires (géants à cent bras et cinquante têtes).
Selon la tradition orphique, l'eau et des éléments formèrent spontanément la terre, d'où un Chronos monstrueux surgit, lequel créa l'Éther et le Chaos, puis engendra un œuf d'où naquit Éros, qui donna à son tour naissance à la Lune et au Soleil puis à la Nuit, avec qui il conçut Ouranos et Gaïa.

### Cosmogonie hindou
Le temps est vu de manière cyclique ; il existe donc un cycle de créations et destructions. Lorsque Brahma se réveille et qu'il ouvre les yeux, l'univers et tout ce qu'il contient se crée, lorsqu'il s'endort, tout se détruit. Vishnou protège l'univers. Shiva le détruit et donc mène à sa renaissance. L'univers connaît donc une suite de naissances et de destructions.
On représente traditionnellement le cycle créateur impliquant les trois dieux de la Trimurti comme suit : tandis que Vishnou dort, allongé sur le serpent Ananta (infini), lui-même flottant sur l'océan d'inconscience, de son nombril sort un lotus dans lequel se tient Brahma. Tout en dormant, Vishnou rêve le monde tel qu'il l'a connu, et de ses souvenirs oniriques, Brahma donne naissance à un nouveau monde, nécessairement moins pur que le précédent (d'où la théorie des âges). C'est Shiva qui, par sa danse cosmique, anime l'Univers conçu par la pensée et, à la fin du cycle, le détruit.
Pour certaines sectes hindouistes, notre univers n'est que le rêve de Dieu, une illusion, la Mâyâ.

### Cosmogonie abrahamique

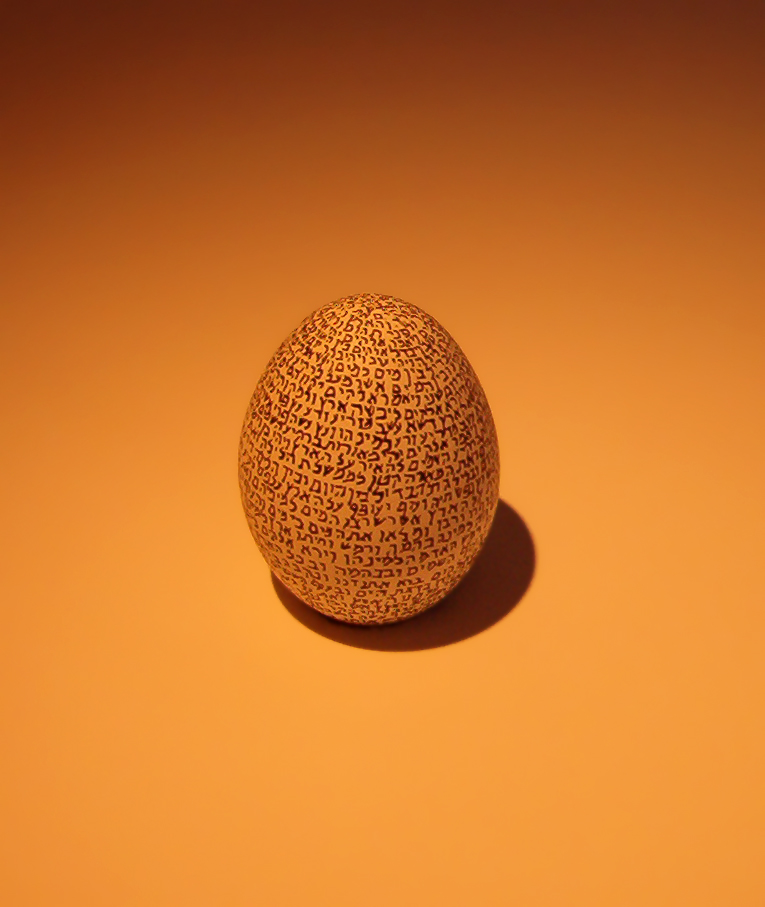
Bereshit pereq aleph, premier chapitre du Livre de la Genèse, écrit en hébreu sur un œuf, musée d'Israël à Jérusalem.

#### Création de l’univers
Dans cette cosmogonie, la création de l'univers est décrite dans le livre de la Genèse et reprise par le Coran. On considère, en général, que ce récit est à la fois descriptif et symbolique. Le Créateur est intemporel, n’ayant ni début ni fin. 

##### Judaïsme et christianisme
D'après la vision biblique, lorsque Dieu créa le monde, l’univers était « vide et vague, les ténèbres couvraient l'abîme, un vent de Dieu tournoyait sur les eaux ».
Le premier jour, Dieu créa la lumière par la parole (« Que la lumière soit et la lumière fut »).
Le deuxième « jour », la première époque, Il sépara ciel et mer, formant ainsi le firmament (raqui'a en hébreu) et les planètes à partir de la lumière originelle.
Le 3e jour fertilisa la Terre créée le deuxième jour en formant les végétaux.
Le 4e jour, Il fit apparaître dans le ciel de la Terre le Soleil et la Lune, jusqu'alors voilés, déjà formés au deuxième jour.
Le 5e jour, Il peupla les mers d'une multitude grouillante, de reptiles géants (témimim gdolim en hébreu), de poissons, et le ciel par les oiseaux, créant le principe animal.
Le 6e jour, Il forma les animaux terrestres, animés du même principe que celui des animaux aquatiques, ainsi que l’homme, être à son image doté d'une âme.
Enfin, le 7e jour, Il décréta le principe du repos hebdomadaire de toute activité créatrice matérielle, bénissant et sanctifiant ce jour (Shabbat) consacré au spirituel.

##### Islam
Dans la cosmogonie islamique, au commencement et avant la genèse, il n'existait rien en dehors d'Allah, c'est-à-dire le néant, même pas le vide, à l'instar de la Bible. Sa première création fut son Trône qui flotta ensuite sur l'eau primordiale. Le Coran affirme aussi qu'à leur création, les cieux et la terre formaient une masse compacte [réf. nécessaire].
Le récit coranique indique aussi une création en six jours : « Votre Seigneur est Allâh Qui a créé les cieux et la Terre en six jours », comme dans la Bible. La notion de jour est à nuancer. En effet, les théologiens musulmans interprètent la durée de la création de manière métaphorique renvoyant aux versets suivants : « Cependant, un jour auprès de ton Seigneur, équivaut à mille ans de ce que vous comptez. », en référence à un psaume du roi David (n° 89,4) et « Les Anges ainsi que l'Esprit montent vers Lui en un jour dont la durée est de cinquante mille ans ».
Les six jours en question sont répartis en trois phases de deux jours : « Dis : "Renieriez-vous (l’existence) de Celui Qui a créé la Terre en deux jours et Lui donneriez-vous des égaux ? Tel est le Seigneur de l’univers, § c’est Lui Qui a fermement fixé des montagnes au-dessus d’elle, l’a bénie et lui a assigné ses ressources alimentaires en quatre jours d’égale durée. (Telle est la réponse) à ceux qui t’interrogent. § Il S’est ensuite tourné vers le ciel qui était alors fumée et lui dit, ainsi qu’à la Terre : "Venez tous deux, bon gré, mal gré". Tous deux dirent : "Nous venons de bon gré". § Il décréta d’en faire sept cieux en deux jours et révéla à chaque ciel sa fonction. »
Par ailleurs, le Coran affirme : « En effet Nous avons créé les cieux et la terre et ce qui existe entre eux en six jours, sans éprouver la moindre lassitude. »
et
« Ne voient-ils pas qu'Allah qui a créé les cieux et la Terre, et qui n'a pas été fatigué par leur création, est capable en vérité de redonner la vie aux morts? Mais si. Il est certes Omnipotent. ».
« Ceux qui ont mécru, n'ont-ils pas vu que les cieux et la Terre formaient une masse compacte ? Ensuite Nous les avons séparés et fait de l'eau toute chose vivante. Ne croiront-ils donc pas ? ».

#### Création de l’homme selon la Bible
Comme nous l’avons vu, le sixième jour, Dieu créa l’humain. Cet être est conçu à l’image de son créateur (« Faisons l'homme à notre image, comme notre ressemblance ») et prend vie lorsque Dieu lui insuffle une âme de vie. 
Le premier humain était formé d'un homme et d'une femme se faisant dos, puis qu'ils ont été séparés, symboliquement : « Dieu créa l'homme à son image, à son image il le créa ; mâle et femelle il les créa » (TOB,GN I, 27) Il fut placé dans le Paradis, aussi appelé « Jardin d’Éden », lieu verdoyant où abondent faune et flore, pouvant ainsi vivre sans se soucier de ses besoins vitaux (« Je vous donne toutes les herbes portant semence, qui sont sur toute la surface de la terre, et tous les arbres qui ont des fruits portant semence : ce sera votre nourriture »). 
Cependant, Dieu donna l’ordre de ne jamais goûter aux fruits de « l’arbre de la connaissance du bien et du mal ». Dieu laissa à Adam le soin de nommer les éléments qui l’entouraient, c’est-à-dire la faune. Adam, l'humain, se sentit seul et Dieu sépara l'homme et la femme (Ève), créant le premier couple. Ève, ainsi nommée, fut malheureusement convaincue par un serpent (métaphore du mal) de goûter aux fruits interdits. Elle convainquit l’homme de goûter à ce fruit, ils y goûtèrent et commirent ainsi le péché originel (la première faute de l’humanité). Dieu, pour les éduquer, les enjoignat d'aller réparer leur erreur en les chassant du paradis, et pour cela, ils devront transiter et être éprouvés dans le monde ici-bas où ils devront faire des efforts salutaires pour survivre, avec la perspective d'une durée de vie limitée.

#### Création de l’homme selon le Coran
Dans le Coran la sourate II, verset 164 affirme 
« Certes dans la création des cieux et de la terre, dans l'alternance de la nuit et du jour, dans le navire qui vogue en mer chargé de choses profitables aux gens, dans l'eau qu'Allah fait descendre du ciel, par laquelle Il rend la vie à la terre une fois morte et y répand des bêtes de toute espèce, dans la variation des vents, et dans les nuages soumis entre le ciel et la terre, en tout cela il y a des signes, pour un peuple qui raisonne. »
La sourate 23, versets 12-13 évoque la création d'Adam en ces termes :
« Nous avons certes créé l'homme d'un extrait d'argile,
puis Nous en fîmes une goutte de sperme dans un reposoir solide.
Ensuite, Nous avons fait du sperme une adhérence ; et de l'adhérence Nous avons créé un embryon; puis, de cet embryon Nous avons créé des os et Nous avons revêtu les os de chair. Ensuite, Nous l'avons transformé en une tout autre création. Gloire à Dieu le Meilleur des créateurs ! »

### Cosmogonie des Aborigènes d'Australie
La cosmogonie des Aborigènes d'Australie repose sur la notion de « Temps du rêve », en anglais « Dreamtime » ou « Dreaming », « Tjukurpa » dans les langues anangu, « Wapar » en yankunytjatjara. À cette époque mythique, les ancêtres surnaturels, comme le Serpent Arc-en-ciel ou les Hommes Éclairs, créèrent le monde par leurs déplacements et leurs actions. Tjukurpa fournit une explication du monde, définit le sens de la vie, ce qui est bien ou mal, ce qui est naturel ou ce qui est vrai. Ces définitions règlent tous les aspects de la vie des Anangu, peuples de l'Australie Centrale.
Tjukurpa interprète chaque site et chaque élément du paysage en termes symboliques, il mêle le passé (c'est-à-dire l'histoire de sa création) avec le présent et sa signification. Beaucoup de ces informations sont secrètes et ne doivent pas être révélées aux non-Aborigènes, les « Pyranipa ».
Uluru a été créé pendant la Tjukurpa. Ce monolithe de 3 600 m de long et de 348 m de haut proviendrait du jeu de deux enfants mythiques dans la boue un jour de pluie. Tout autour de ce rocher, de nombreux sites sont sacrés et porteurs de mémoire et de légendes.
Dans cette cosmogonie, la pensée a créé toute matière. La terre, les hommes, les animaux et les plantes ne sont que des parties d'un même tout. Donc les hommes ne peuvent pas posséder de terres ni d'animaux. Cette cosmogonie a provoqué de graves conflits entre les colonisateurs et les aborigènes qui ne comprenaient pas les notions de propriétés privées délimitées ou d'élevage.

### Cosmogonie nordique

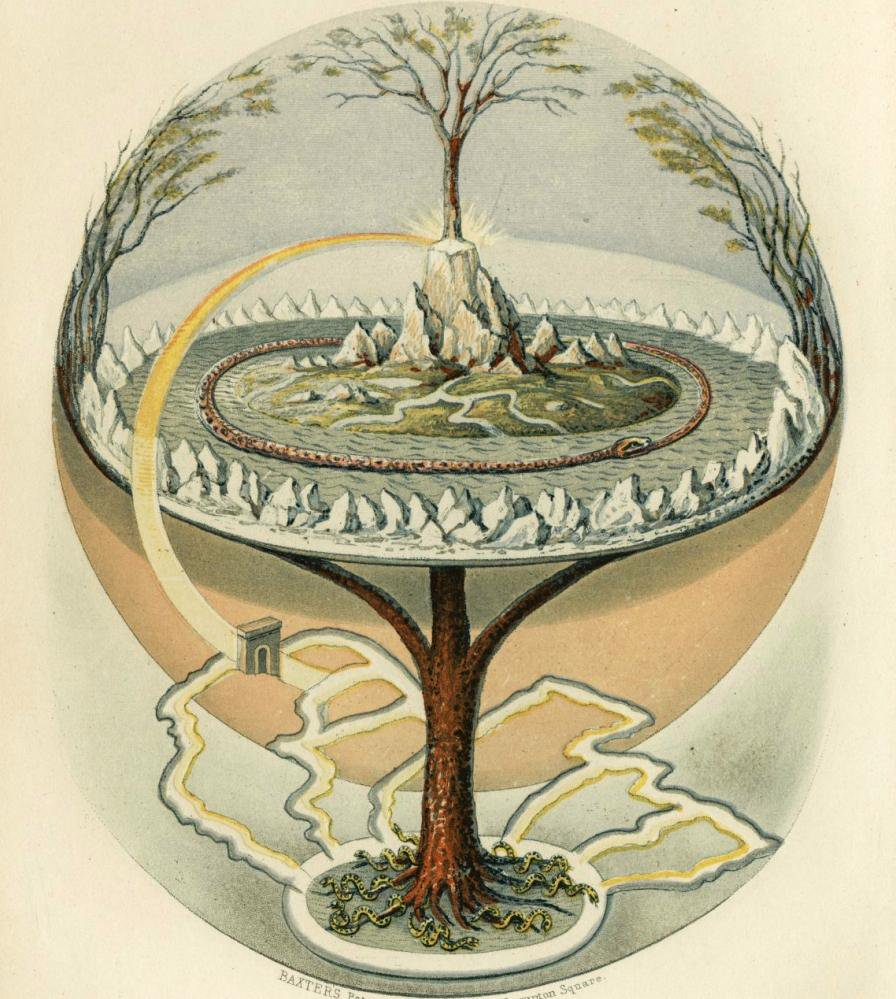
Yggdrasil, l'arbre cosmique, assure la cohérence verticale des mondes de la mythologie nordique, tandis que le serpent de Midgard assure sa cohérence horizontale. Peinture attribuée à Oluf Bagge.

La cosmogonie de la mythologie nordique nous est racontée en détail dans la Völuspá, ou Chant de la voyante, poème de l'Edda en vers. Il existe cependant de nombreuses variantes. Le Chant de la voyante en raconte une, que voici : au commencement n'existait qu'un abîme béant, le ginnunga gap ─ qui rappelle le Chaos primordial grec ou la terre déserte et vide biblique. Les éléments y erraient, libres, et une rencontre fortuite entre du feu et de la glace donna naissance au premier géant, Ymir, lequel géant engendra les autres géants. Une vache, Auðumla, l'avait délivré de sa gangue de glace en la léchant, et le nourrissait de ses flots de lait. Les fils de Bur ─ Óðinn et ses deux frères Hœnir et Lóðurr ─, géants qu'Auðumla avait aussi libérés de la glace, tuèrent Ymir et bâtirent l'Univers de sa dépouille : son corps devint un cercle de terre, Miðgarð (terre du milieu), qu'entourait son sang, devenu la mer, tandis que son crâne servit de voûte céleste. Ils établirent ensuite un ordre, fixant une place au Soleil et à la Lune, élevèrent des palais et s'établirent en Ásgarð (terre des dieux Ases ; il existe une autre race de dieux, les Vanes, souvent en guerre contre les Ases). Les neuf mondes avaient pris place autour de l'arbre Yggdrasil. Trois dieux, Óðinn, Hœnir et Lóðurr, trouvèrent sur le rivage un Frêne et un Orme « sans force ni destinée ». Óðinn leur donna le souffle vital, Hœnir les sens, Lóðurr leur donna le sang et les couleurs de la vie. Enfin vinrent Urðr, Verðandi et Skuld, les trois Nornes, équivalent des Parques latines et des Moires grecques, qui fixèrent le destin de chacun.
Le même texte rapporte aussi comment le monde sera détruit au cours du ragnarǫk.
Voir aussi Mythologie finlandaise

### Cosmogonie dogon
Bâtie sur une longue tradition, la cosmogonie dogon correspond à l'explication de la création du monde selon les Dogons. Elle révèle des mondes stratifiés, « une pluralité des mondes, des univers stellaires à l'infini… » avec à chaque stade (terre) une catégorie d'hommes simples comme aux côtés d'autres imaginés (« hommes à cornes », « hommes à queue », « hommes ailés », « hommes rampants »). Une cosmogonie empreinte de connaissances des corps célestes dans un univers d'une immensité infinie, connaissances pour certaines confirmées par l'astronomie moderne.

### Cosmogonie bambara
Bâtie sur la tradition du Komo, la cosmogonie bambara attribue le pouvoir de la création à un être suprême, Maa Ngala qui a créé toutes choses au moyen de la parole (kuma), force fondamentale émanant de lui-même.

### Cosmogonie ésotérique
Exemples de cosmogonies ésotériques : Gnosticisme, Kabbale, Soufisme, Théosophie, Anthroposophie, La cosmogonie des Rose-Croix de Max Heindel, Le Livre d'Urantia.

## Cosmogonie scientifique
Les théories scientifiques fournissent à l'imaginaire populaire les éléments d'une cosmogonie moderne. Cependant, la cosmogonie scientifique en tant que telle s'occupe de la formation des objets célestes (planète, étoile, galaxie, etc.), alors que la cosmologie est la branche de l'astrophysique qui étudie la structure et l'évolution de l'univers. En cela, elle fournit les théories décrivant l'évolution de l'univers, notamment le modèle du Big Bang. La biologie fournit les théories décrivant l'origine et l'évolution de la vie, notamment la théorie de l'évolution.
Les théories scientifiques fournissent les explications les plus vraisemblables et vérifiables aux phénomènes observés, mais ne fournissent pas toutes les réponses : ce n'est pas leur objectif. Par exemple l'analyse des traces du Big Bang permet de remonter vers une époque très reculée de l'histoire de l'univers, sans être en mesure aujourd'hui de connaître les tout  premiers instants de cette époque. La plupart des physiciens pensent que ce problème résulte de notre compréhension limitée des lois de la physique dans une telle situation, ainsi que de l'absence d'éléments observationnels ou expérimentaux relatifs à ces époques.
Les théories scientifiques sont par essence sujettes à de profonds remaniements. À la fin du XIXe et au début du XXe siècle, des auteurs tels que Hervé Faye, Théophile Moreux, Émile Belot et Alexandre Veronnet ont contribué à ce domaine avec différentes théories et ouvrages. Le modèle du Big Bang a été proposé en 1922 par Alexandre Friedmann, puis en 1927 par l'abbé Lemaître à partir d'une théorie de l'« atome primitif ». Celui-ci fut un pionnier dans l'utilisation de la relativité générale formulée par Einstein douze ans plus tôt. Einstein eut des scrupules lorsque sa brillante théorie le mena à un univers en expansion. Cette idée le dérangea beaucoup, au point de la réfuter vigoureusement dans un premier temps, avant d'admettre son erreur.
Le Big Bang n'est considéré comme étant le modèle le plus satisfaisant que depuis 1962. Auparavant, c'est la théorie de l'univers statique et éternel qui avait la faveur des astrophysiciens. La cosmologie moderne a donc elle aussi été sujette à d'importants remaniements, qui l'ont approché soudainement du récit biblique d'un univers non-statique mais sortant du néant sous forme d'énergie (« que la lumière soit »), se transformant partiellement en matière (formation du firmament au « deuxième jour ») ; néanmoins, certains modèles scientifiques conçoivent déjà l'existence d'un "univers" antérieur au Big Bang (cf. Gabriele Veneziano et la théorie des cordes)…

## Dans la musique
La création du monde est un thème qui a inspiré plusieurs compositeurs.
L’évocation du passage d’un état primitif, chaos ou néant, à un univers organisé est une expression intermédiaire entre la musique  pure et la musique descriptive dont elle est assez éloignée, ne visant pas à imiter des sons ou des bruits extra-musicaux.  
Dans l’opéra-ballet Les Éléments composé en 1721 par André Cardinal Destouches et Michel-Richard de Lalande, la musique ne joue aucun rôle dans l’évocation de la création, qui n’est exprimée que par le texte et les décors. Cette œuvre a donné l’idée à François Rebel qui la dirigeait, de composer la symphonie-ballet sans  parole Les Élémens, dans laquelle le chaos originel est exprimé par la confusion harmonique (le premier cluster connu de l’histoire de la musique) qui s’organise progressivement jusqu’à l’affirmation finale de la tonalité.
L’ouverture de Zaïs de Rameau de 1748 peint le débrouillement du « Cahos » par des hésitations rythmiques en égrenant les notes de l’accord parfait qui font presque perdre le sens de la mesure et par des juxtapositions de tonalités.
La Création de Haydn part d’un unisson sur do, avec l'orchestre au complet sur la nuance forte et poursuit par des suites de cadences harmoniques non résolues et des modulations dans des tonalités éloignées.
Dans L'Or du Rhin, Wagner part du néant d’où le monde se constitue par un développement primaire de sa création. Le prélude de cet opéra présente la genèse d’un monde en train de se construire à partir du néant par 137 mesures en mi  qui commence par une longue tenue dans l’extrême grave dans une nuance pianissimo presque inaudible au point de départ (contrairement aux œuvres précédentes où l'état primitif, le chaos, est exprimé forte), à laquelle se superpose ses harmoniques apparaissant successivement, la tierce qui marque la tonalité n’arrivant qu’à la dix-septième mesure.
Dans le ballet La Création du monde, Darius Milhaud utilise trois thèmes principaux, associés chacun à un aspect de création (animal, végétal, déités), superposés en polytonalité ou modifiés par augmentations rythmiques ou expositions en miroir.
En 2011, la chanteuse et compositrice islandaise Björk publie  une chanson appelé Cosmogony dans son album Biophilia. La chanson s'inspire de plusieurs mythes abordant la création du monde et de l'harmonie des sphères.